# 台灣舞蹈
臺灣位處中國大陸、日本與東南亞島國之間，為聯繫印太各國海上交通的樞紐。台灣的族群活動最早從舊石器時代的臺東縣長濱文化開始，之後歷經1624-1662年的荷治時期、1661-1683的明鄭時期、1895-1945的日治時期、1949以後國民政府來台至今。以身體為主要傳達媒介的舞蹈，與人類族群活動密不可分，台灣的地理位置與歷史背景，使每個時期台灣舞蹈的形式樹立與轉變，都和政治、經濟、社會、文化息息相關。
台灣舞蹈可粗分為台灣民俗舞蹈和現代舞兩大類。民俗舞蹈強調台灣文化傳承，例如排灣族的八部舞、魯凱族的熊鷹舞等，也有後來加入的八家將、新港舞步、陣頭等舞蹈。台灣舞蹈的特色在於多元面貌，同時也融合了宗教元素。除了台灣民俗舞蹈外，現代舞在台灣也有一定程度的發展，其中雲門舞集最為著名。

## 臺灣原住民樂舞
臺灣原住民族的文化和語言屬於南島語族。據中華民國原住民族委員會統計，臺灣有16個原住民族，除了平埔族，其他原住民族居住環境偏僻且自給自足，因此這些部族得以保存與延續他們各具特色的語言、文化、風俗習慣和社會結構。
原住民舞蹈通常是集體歌舞形式，動作重複性高。舞蹈根據目的和場合分為祭典、社會儀禮和生活娛樂等類型。由於原住民信奉泛靈信仰，祭典舞蹈是部落集體強化儀式時所跳的舞蹈，具有嚴格的禁忌、規範和完整的結構。如賽夏族「矮靈祭」、排灣族「五年祭」、阿美族「捕魚祭」和「豐年祭」、達悟族「飛魚祭」、卑南族「大獵祭」等。
社會儀禮舞蹈是指因特定的人、事、物而唱跳的歌舞，例如出生、成年、婚禮、新屋落成、死亡等儀禮。相較於祭典舞蹈，這類歌舞沒有嚴格的規範，而是依據儀禮的特質在表現上有所不同。例如，屏東縣春日鄉排灣族的《祝婚舞》，新人和祝婚的族人圍成半圓，交互拉手，以同一個舞步循環合歌而舞。
生活娛樂舞蹈是在日常生活中跳的舞蹈，形式不拘一格。例如，卑南族的婦女們在春季農忙時組成「鋤草互助團」，輪流到各家幫忙鋤草，同時會有領唱帶領唱歌跳舞。
在日治時期，日本學者收集了許多臺灣原住民樂舞的田野採集相關文獻，使得這些文化得以保存。1949年國民政府遷臺後，來自中國的舞蹈家李天民、高棪等人被派往進行「山地歌舞」的採集，並為傳統山地歌舞注入新時代精神。在1952年這些研究採集來的傳統山地歌舞經過重新改編，成為迎賓和軍中康樂活動。
隨著原住民族群意識的興起，傳統的「山地歌舞」被正名為「原住民樂舞」，回歸體現原民文化主體的樂舞。1991年成立的「原舞者」舞團由阿美族懷劭和卑南族斯乃泱16位原住民青年組成，進入部落學習傳統樂舞，整理出各部族的祭儀舞蹈與傳統樂舞，將其帶入劇場藝術殿堂，讓原住民舞蹈擺脫過去康樂舞蹈與迎賓舞蹈的形象。
許多具原住民身分的舞蹈家回到部落，結合部落傳統文化元素和現代舞蹈，創作出別具特色的舞蹈作品。例如，來自屏東縣排灣族部落的「蒂摩爾古薪舞集」，由舞蹈專業科系畢業的路之．瑪迪霖及巴魯．瑪迪霖姊弟接棒，轉型成為臺灣首支以排灣族當代舞為主體的全職舞團。同樣是排灣族的前雲門舞者布拉瑞揚．帕格勒法，回到臺東家鄉成立「布拉瑞揚舞團」，帶領舞者們走進山裡勞動、臨岸吟唱，在非典型的場域接受訓練，發展編創出不同風格的作品。太魯閣族的瓦旦．督喜是前「原舞者」舞團的團長，在花蓮縣成立「TAI身體劇場」，將跨部族的樂舞腳步編成「腳譜」，做為作品動作語彙的基礎，創作出回應當代與傳統的表演作品。

## 臺灣民族舞蹈
1661年明鄭時期之始，中國大陸閩粵沿海居民來臺移墾，帶進故鄉的俗民文化信仰。廟宇祭儀慶典等演出活動提供安定人心、酬神娛人功能。當時盛行地方戲曲有南管、北管、潮州戲、歌仔戲、布袋戲、傀儡戲、皮影戲，以及民間雜耍、車鼓、牛犁等歌舞小戲。由聚落居民組織的自衛隊所發展的「藝陣」活動，亦將地方歌舞小戲融入其中。這些戲曲元素與藝陣活動，提供了日後臺灣民族舞蹈的基礎。
國民政府遷臺後的1950年代，是臺灣民族舞蹈的萌芽期。總統蔣中正提出「發揚民族文化」、「復興中華樂舞的訓示」等政令。1952年「中華民族舞蹈推行委員會」（中華民國舞蹈學會前身）奉國防部總政治部主任蔣經國指示成立，由何志浩中將擔任主任委員及創會理事長，負責推行全民舞蹈教育。1954年，委員會承辦「臺灣地區中華民族舞蹈比賽」，有留日背景的舞蹈家辜雅棽、李淑芬、蔡瑞月、林香芸等人響應號召，以具有中華民族文化精神的素材編舞。來自中國大陸的舞蹈家李天民、高梓、高棪、劉鳳學等人，除在校擔任教職，著手研究中國傳統舞蹈，也前往原住民部落採集樂舞做為編創元素。
1966年，文化大革命爆發，由於政府對於中華文化的推廣，許多編舞家和舞者開始探索中華傳統文化的舞蹈元素，例如蔡瑞月的《苗女弄杯》、李彩娥的《王昭君》、高棪的《宮燈舞》等。這些作品經過時間淬鍊，成為臺灣民俗舞蹈的經典之一。在這段時期，編舞家和舞者們開始從中國大陸和日本的舞蹈中吸取靈感，並且融入了台灣本土文化元素，逐漸地建立出臺灣民族舞蹈的雛型。
1971年中華民國退出聯合國，教育部長蔣彥士有感於實質外交工作的重要，於1974年成立「青年友好訪問團」，由來自臺灣各大專院校的學生擔任文化親善大使，表演中華文化特色如武術、京劇和民族舞蹈等，走訪世界各國。李天民、林懷民、許惠美、蔡麗華、李英秀、王玉英、賴秀峰等人皆擔任過節目編導。
1979年1月1日，中華民國與美國斷交，接連的外交失利，「中華傳統文化繼承者」的正統性也遭到質疑，取而代之的是對「臺灣主體性」的探尋。1988年，首任文建會主委陳奇祿計劃成立「呈現臺灣傳統文化為主體的表演劇場」，蔡麗華接受救國團委託製作「民俗之夜」百場演出，繼而成立「台北民族舞蹈團」，透過收集臺灣地方廟會的民俗藝陣素材，再加以編舞創作，成為在國際舞壇上備受矚目的作品。

## 臺灣劇場舞蹈
在日治時期，台灣承接了日本的舞蹈潮流。1930年，日本現代舞先驅石井漠與高田世子率團訪臺；1936年，韓籍舞蹈家崔承喜的舞團也來臺演出，他們的作品形式自由，融合了當地文化元素，並具有現代風格。當時有不少台灣舞蹈家赴日習舞，如林明德、許清浩、林香芸、蔡瑞月、李彩娥、李淑芬、辜雅棽等人，他們回臺後相繼開班授課，教授舞蹈類型相當多元，包括芭蕾舞、現代舞，山地歌舞（原住民樂舞）、客家舞蹈及中國古典舞和娛樂性舞蹈等。這些豐富的舞蹈課程，透過官辦競賽和展演，成為奠定台灣舞者優異技巧的基石。
在第二次世界大戰爆發後，中華民國政府接受了美國的長期經濟援助。1967年，美國國務院推薦保羅．泰勒舞團（Paul Taylor Dance Company）來臺演出，引起了相當大的迴響。 蔡瑞月的蔡瑞月舞蹈研究社也邀請旅美現代舞蹈家黃忠良來台，並邀請美國現代舞家金麗娜（Eleanor King）教授美國朵麗絲．韓福瑞（Doris Humphrey）的現代舞蹈系統，游好彥、林懷民、崔蓉蓉、陳學同、雷大鵬、林絲緞、林麗珍等人先後前往參加工作坊學習。
1967年，有「中國瑪莎葛蘭姆」之稱的王仁璐，在戲曲專家俞大綱的策劃下，開設舞蹈工作坊、舉辦「現代舞展」，並編創新舞作《白娘子》，陳學同、盧志明、林懷民、許常惠、史惟亮皆參與演出，由聶光炎負責燈光設計。這是台灣首次舉辦現代舞展，也是美國瑪莎．葛蘭姆（Martha Graham）現代舞技巧首度帶入台灣。
在臺灣戒嚴時期，現代舞因為政治環境的影響而逐漸被邊緣化，導致許多舞者紛紛前往歐美國家追尋更自由的舞蹈環境。其中，原文秀、林懷民、崔蓉蓉、陳學同等舞者前往美國留學，而游好彥則前往西班牙進修。後來，原文秀成為艾文．艾利舞團（Alvin Ailey American Dance Theater）的首席女舞者，而游好彥也成為瑪莎．葛蘭姆舞團（Martha Graham Dance Company）首位華人舞者。
1971年中華民國退出聯合國。林懷民創立了「雲門舞集」，口號為「中國人作曲，中國人編舞，中國人跳舞給中國人看。」1978年12月16日，雲門舞作《薪傳》首演當天中華民國與美國斷交。 1976年，劉鳳學創立「新古典舞團」，並致力於唐樂舞的重建、原住民樂舞的重現與再創、現代舞及中國現代舞的編創。在此期間，臺灣舞團的作品多以歐美現代舞語彙融合中國經典題材為主，例如「雲門舞集」的《白蛇傳》、「新古典舞團」的《漁歌子》以及「游好彥舞團」的《魚玄機》等作品。
1980年代後期，台灣逐步走向開放解嚴，開放報禁、黨禁，工運、學運、婦女運動等社會運動風起雲湧，也開啟舞蹈多元展現的可能性。
1984年，舞蹈空間藝術總監平珩以跨領域展演為核心，策辦了《皇冠（迷你）藝術節》，並且開辦由香港、東京、墨爾本及臺灣四地跨國合作的《小亞細亞舞蹈網絡》，以促進舞蹈和戲劇之間的交流。1989年，「舞蹈空間」正式成立，作品形式跨界多元。在這個時期，臺灣舞團「光環舞集」的《奧林匹克》、「無垢舞蹈劇場」的《醮》、「太古踏舞團」的《生之曼陀羅》在國際間都表現亮眼。
1994年10月，臺北捷運系統行控中心即將動土，舞蹈家蔡瑞月的中華舞蹈社因承租在預定地上面臨拆除命運，許多藝文團體於此處集結，以「1994年台北藝術運動—從這個黃昏到另一個黃昏」為主題，舉辦24小時馬拉松式的藝術嘉年華，以及行為表演《我家在空中》，在颱風來襲當日仍懸吊舞者到15層樓高度，共同為保留舞蹈社請命。 
自千禧年以來，臺灣的劇場舞蹈逐漸開始探索更多元的題材和元素，例如生態環保、當代馬戲、融合街舞、踢踏舞、爵士舞蹈、佛朗明哥等不同風格的舞團，也有一些團體以臺灣地方意識為題材，呈現出不同的風貌。如舞蹈生態系創意團隊、小事製作、雞屎藤新民族舞團、FOCA福爾摩沙馬戲團、壞鞋子舞蹈劇場。
當科技和藝術相互融合，台灣的舞蹈場景也展現出了無限的想像力。2001年，曾在好萊塢製作電影特效的陳瑤和「影舞集表演印象團」與「古舞團」及「舞蹈空間」共同製作《非愛情故事》，這部多媒體音樂劇場融合了影音動畫和舞者肢體，被視為台灣的第一部大型科技表演藝術作品。政府和民間共同推動下，財團法人數位藝術基金會於2010年首次舉辦了「台北數位藝術表演獎」。此外，廣藝基金會也推出了「廣藝科技表演藝術節」，以培養跨域人才。在這個領域中，蘇文琪的「一當代舞團」、黃翊的「黃翊工作室＋」、謝杰樺的「安娜琪舞蹈劇場」都有不錯的發展。